# Macrosetella tenuicornis
Macrosetella tenuicornis is een eenoogkreeftjessoort uit de familie van de Miraciidae. De wetenschappelijke naam van de soort is voor het eerst geldig gepubliceerd in 1847 door Dana.